# 1872
1872 (MDCCCLXXII) a fost un an bisect al calendarului gregorian, care a început într-o zi de luni.

## Evenimente

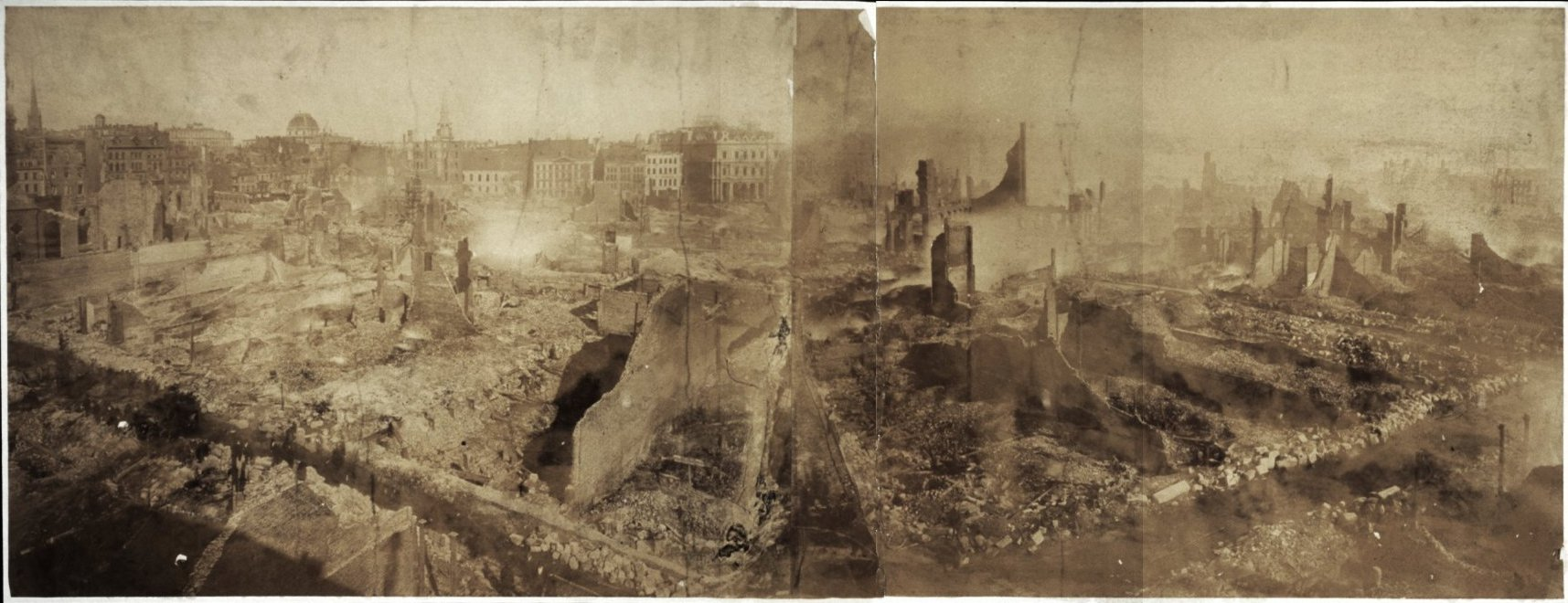
9 noiembrie: Orașul Boston, Massachusetts, Statele Unite, este distrus de un mare incendiu.

### Februarie
- 11 februarie: Domnitorul Carol I tratează cu președintele Eforiei spitalelor, cumpărarea unui loc de vilă în preajma mănăstirii Sinaia. Se convine ca pentru cele 1.000 de poagoane primite de Eforie la piciorul muntelui "Piatra Arsă", domnitorul să ofere păduri de 2.000 de pogoane (1.400 ha) în susul văii, pe care le va cumpăra de la Scarlat Crețulescu.

### Septembrie
- 18 septembrie: Începutul domniei Regelui Oscar al II-lea al Suediei și Norvegiei (până în 1907).

### Octombrie
- 11 octombrie: Este dată în folosință Calea ferată Sibiu–Copșa Mică, una din primele căi ferate din Transilvania.

### Noiembrie
- 9 noiembrie: Orașul Boston, Massachusetts, Statele Unite, este distrus de un mare incendiu.

### Nedatate
- A fost fabricată prima locomotivă cu aburi la Reșița (Resicza).
- A fost fondată Martorii lui Iehova, organizație religioasă internațională cu sediul la Pittsburgh, Pennsylvania, SUA, de către Charles T. Russell.
- A fost înființat primul parc național din lume, "Yellowstone" (SUA).
- Este dată în exploatare Gara de Nord din București a cărei piatră de temelie fusese pusă în septembrie 1868.
- La Timișoara începe construcția clădirii teatrului nou (terminată în 1875), după proiectele unui birou de proiectare din Viena.

## Arte, știință, literatură și filozofie
- Alphonse Daudet publică Tartarin de Tarascon.
- Claude Monet pictează Impresie, răsărit de soare.
- Friedrich Nietzsche publică Die Geburt der Tragödie (Nașterea tragediei).
- Jan Matejko pictează Ștefan Batory la Pskow.
- La Timișoara apare primul cotidian editat în limba maghiară, "Temesi Lapok".
- Thomas Alva Edison experimentează sistemul telegrafic duplex prin care se transmit simultan, pe același fir, două telegrame în sensuri contrare.

## Nașteri
- 4 februarie: Octav Băncilă, pictor român (d. 1944)
- 7 martie: Piet Mondrian (n. Pieter Cornelis Mondriaan), pictor olandez (d. 1944)
- 1 mai: Hugo Alfvén, compozitor și dirijor suedez (d. 1960)
- 18 mai: Bertrand Russell, filosof englez (d. 1970)
- 4 iulie: John Calvin Coolidge, al 29-lea și al 30-lea președinte al SUA (1921-1929), (d. 1933)
- 16 iulie: Roald Amundsen, explorator polar norvegian (d. 1928)
- 16 iulie: Dimitrie Anghel, scriitor român (d. 1914)
- 20 iulie: Gheorghe Munteanu Murgoci, geolog, mineralog și pedolog român (d. 1925)
- 26 iulie: Scarlat Demetrescu, geolog, profesor de științe naturale și scriitor spiritualist român (d. 1945)
- 3 august: Regele Haakon al VII-lea al Norvegiei (d. 1957)
- 21 august: Aubrey Beardsley, pictor englez (d. 1898)
- 14 octombrie: Petre P. Negulescu, filosof român (d. 1951)
- 2 noiembrie: Cincinat Pavelescu, poet și epigramist român, autor de romanțe, lieduri, cantilene, serenade și madrigaluri (d. 1934)
- 4 noiembrie: Prințul Barbu A. Știrbey, om politic român (d. 1976)
- 7 noiembrie: Ion-Aurel Candrea, filolog și etnolog român (d. 1950)
- 21 noiembrie: Ilarie Chendi, critic și istoric literar român (d. 1913)
- 1 decembrie: Gheorghe Petrașcu (n. Gheorghe Petrovici), pictor român (d. 1949)

## Decese
- 24 ianuarie: William Webb Ellis, 65 ani, cleric anglican, acreditat drept inventatorul rugbiului (n. 1806)
- 10 martie: Giuseppe Mazzini, 66 de ani, politician italian (n. 1805)
- 2 aprilie: Samuel Morse (n. Samuel Finley Breese Morse), 80 ani, inventator american (Codul Morse), (n. 1791)
- 27 aprilie: Ion Heliade Rădulescu, 70 ani, scriitor, filolog și om politic român (n. 1802)
- 10 septembrie: Avram Iancu, 47 ani, avocat român, unul dintre conducătorii Revoluției de la 1848 din Transilvania (n. 1824)
- 13 septembrie: Ludwig Feuerbach (n. Ludwig Andreas Feuerbach), 68 ani, filosof german (n. 1804)
- 18 septembrie: Carol al XV-lea al Suediei și Carol al IV-lea al Norvegiei (n. Carl Ludvig Eugen), 46 ani (n. 1826)
- 23 octombrie: Théophile Gautier (n. Pierre Jules Théophile Gautier), 61 ani, scriitor francez (n. 1811)
- 9 noiembrie: Alexandru Hâjdeu, 60 ani, scriitor român din Basarabia, membru fondator al Academiei Române (n. 1811)
- 14 noiembrie: Pavel Kiseleff (n. Pavel Dmitrievici Kiseliov), 84 ani, general rus, guvernator al Principatelor Române (n. 1788)